# Terremoto de Pujilí de 1996
El terremoto de Pujilí de 1996 fue un movimiento sísmico de magnitud 6.0 MW ocurrido el día jueves 28 de marzo de 1996 a las 18:03 UTC-5, tuvo una profundidad de 33 km y una intensidad en la escala de Mercalli de VIII. Su epicentro se localizó en el Cantón Pujilí, ubicado en la Provincia de Cotopaxi.

## Impacto
Producto del sismo, murieron 62 personas, 15.000 personas quedaron afectadas y más de 100 resultaron heridas.El 80% de las casas de las zonas urbanas y el 70% de las rurales del Cantón Pujilí se vieron afectadas.Un total de 800 edificaciones resultaron destruidos.